# Dorothea Lévy-Hillerich

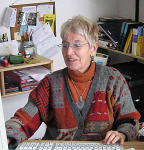
Dorothea Lévy-Hillerich

Dorothea Lévy-Hillerich (* 25. Februar 1938 in Euskirchen; † 5. November 2015 in Nancy, Region Grand Est) war eine deutsche Fortbilderin. Ihre Schwerpunkte waren Lehrerfortbildung, vor allem in Ost- und Südosteuropa, Baltikum und Südamerika, Curricula-Entwicklung, Berufs- und Fachsprachen, Lehrwerkentwicklung, Spiele im Unterricht und Jugendliteratur.

## Leben

### Anfänge
Dorothea Lévy-Hillerich wurde in Euskirchen in der Nähe von Köln geboren. Ihre Eltern kamen aus der Jugendbewegung und dem Volkshochschulgedanken. Sie kannten sich aus einer Wuppertaler Schauspieltruppe, in der beide in der Freizeit spielten, und die sie als Reiseleiter betreuten. 
Dorothea Lévy-Hillerich studierte Germanistik und Romanistik (Staatsexamen I und II in Köln und Heidelberg) und machte ihren Magister in Deutsch als Fremdsprache in Strasbourg. Seit 1970 war sie Sprachlehrerin und Fortbilderin für Deutsch als Fremdsprache am Goethe-Institut in Nancy, danach in Warschau und wieder in Nancy.
Ihr Interesse für interkulturelle Beziehungen zeigte sich bereits früh, als sie zwischen 1950 und 1970 als Französischlehrerin in der Realschule (in Herten in Westfalen) und als Deutsch-Französisch-Übersetzerin die Städte-Partnerschaft zwischen Euskirchen und Charleville-Mézières in den Ardennen betreute.
Ihre Erfahrung in Städtepartnerschaften und ihr Interesse an der Museumspädagogik der Partnerstadt von Nancy, Karlsruhe, trug dazu bei, dass am Goethe-Institut Nancy in den 1980er Jahren Lehrmaterialien zur Förderung der Begegnung entstanden (Baukasten Karlsruhe, zum 50. Städtejubiläum neu aufgelegt). Die Lehrmaterialien wurden im Primar-, Sekundar- und Hochschulbereich eingesetzt und trugen dazu bei, die Städtepartnerschaft zu vertiefen.

### Goethe-Institut Warschau
1991 kam sie nach Warschau ins Goethe-Institut (Sprachabteilung). Im Rahmen ihrer Tätigkeit in der Lehrerfortbildung entdeckte sie die speziellen Bedürfnisse von Dozenten und Studenten, die in den verschiedensten Fakultäten Deutsch lehrten bzw. lernten. Es handelte sich um einen Unterricht, wo die Sprache den jeweiligen Studiengang begleitet, allerdings anders als im üblichen Studium in der Schule, in der Germanistik oder in Fachsprachenkursen. Es ging um die „Handlungskompetenz in der deutschen Sprache“, die die Studenten – also die zukünftigen Führungskräfte und Entscheidungsträger im Bereich Wirtschaft, Medien und Politik – erwerben sollten. Dadurch sollte ihnen ermöglicht werden, die deutsche Sprache nach dem Studium in der Begegnung mit westlichen Partnern kompetent und professionell verwenden zu können.

### Rahmencurricula
Zur Vorbereitung der Studenten auf Verständigung, Zusammenleben und Zusammenarbeit mit Menschen aus dem gesamten europäischen Raum entstand 1994 unter der Leitung von Dorothea Lévy-Hillerich das (vom Goethe-Institut und der Robert-Bosch-Stiftung unterstützte) Hochschulprojekt „Förderung des studienbegleitenden Deutschunterrichts (Studienbegleitender Deutschunterricht / SDU) an Universitäten und Hochschulen – Curricula und Lehrwerke“. Dozenten aus Polen, Tschechien und der Slowakei erarbeiteten ein Rahmencurriculum für den Hochschulunterricht und Unterrichtsmaterialien dazu, die sie im Unterricht unter dauernder Rücksprache mit ihr erprobten, nach weiterer Fortbildung abänderten, wieder erprobten, und somit den Bedingungen, den länderspezifischen Vorgaben und Hemmnissen anpassten, bis 1998 das „Rahmencurriculum für Fremdsprachenlektorate Deutsch als Fremdsprache an polnischen Hochschulen und Universitäten“ und im Jahr 2000 das „Rahmencurriculum des studienbegleitenden Deutschunterrichts an tschechischen und slowakischen Hochschulen und Universitäten“ entstand.
Diese Rahmencurricula flossen 2006 unter ihrer Leitung durch weitere Zusammenarbeit der Dozenten der drei Länder in die heutige, den europäischen Erfordernissen (Gemeinsamer europäischer Referenzrahmen) entsprechende Fassung zusammen, die in West und Ost einen Meilenstein darstellt für die Planung von Sprachunterricht.

### Goethe-Institut Nancy
1997 wurde Dorothea Lévy-Hillerich 1997 vom Goethe-Institut Warschau in das Goethe-Institut Nancy zurückversetzt. Auch das Hochschulprojekt übersiedelte 1999 nach dort. 
Aus der von ihr geleiteten Zusammenarbeit von Autoren aus Polen, Tschechien, der Slowakei, der Schweiz, Italien und Frankreich entstand 2004 das erste den Grundlagen der Rahmencurricula entsprechende Lehrwerk „Mit Deutsch in Europa studieren, arbeiten, leben“. Darauf folgten zwischen 2003 und 2005 weitere der Kommunikation in verschiedenen Bereichen (Landwirtschaft, Tourismus, Wirtschaft, medizinische Berufe) gewidmete Materialien. Sie entstanden aus der Zusammenarbeit von Autoren aus dem Westen und dem Osten und werden weiterhin in Ost und West eingesetzt.
Für Dorothea Lévy-Hillerich waren dies zum Teil völlig neue Bereiche. Die dabei entstandenen Unterrichtsmaterialien sind nicht als Produkt einer Verlagspolitik entstanden, sondern als Reaktion auf einen von ihr erkannten Bedarf der Lehrenden und Studierenden. Mit dazu beigetragen haben Dozenten, die bereit sind, sich für einen hochschulspezifischen und hochschuladäquaten Sprachunterricht einzusetzen, der europäischen Studierenden berufsübergreifende Qualifikationen, fachgebundene und fachübergreifende Kompetenzen und Schlüsselqualifikationen sowie auf europäischer Ebene vergleichbare Sprachkenntnisse liefern soll.
Aus den Arbeitsgruppen in den verschiedenen Ländern, zwischen denen Dorothea Lévy-Hillerich hin und her reiste, entstanden folgende Rahmencurricula:
- Polen, Slowakei, Tschechien (1998–2000: gemeinsame Version: 2006)
- Belarus (2004, allerdings nie veröffentlicht; seit 2012 ins Belarussische und ins Russische übersetzt, aber noch nicht erschienen)
- Ukraine (2006: Mitherausgeber: Ministerium für Bildung und Wissenschaft, Neuausgabe: 2015)
- Rumänien (seit 2006 in Arbeit)
- Kroatien (2007)
- Serbien (2010/2011)
- Bosnien-Herzegowina (2011)
- Makedonien (2013)

Unter Dorothea Lévy-Hillerichs Betreuung ist im Februar 2008 eine SDU-Gruppe-Italien entstanden. 
Seit dem 30. April 2002 war Dorothea Lévy-Hillerich im Ruhestand. In der Zeit entstanden Curricula zur Hebammentätigkeit. Bei zwei neuen Lehrwerken widmete sie sich durch die Leitung eines Leonardo-Projekts in Italien (1997–2001: „Schaffung eines Zentrums für linguistische Ressourcen in einem transnationalen Netz zur Entwicklung von Fachsprachenkompetenzen“) der Entwicklung von Europakompetenzen im Sekundarbereich. Daraus entstand ein Lern- und Arbeitsbuch mit dem Titel „HIP HOP in den Beruf – Großhandel auf dem europäischen Binnenmarkt – für berufsorientierte Schulen in Europa“ plus Lehrerhandbuch. Außerdem entstand dazu die auf europäischer Ebene die einzigartigen Curricula „Rahmencurriculum für den berufsorientierten DaF-Unterricht in der Sekundarstufe im Bereich Großhandel auf dem europäischen Binnenmarkt“ und „Rahmencurriculum für die Fortbildung von Lehrern Deutsch als Fremdsprache im Bereich Berufs- und Fachsprache“.
In Nancy widmete sie sich weiterhin der Organisation von oder Teilnahme an Tagungen (zuletzt Paris, Belgrad, Freiburg, Warschau, Krakau, Malinska, Luxemburg) mit Referaten und Workshops. Das Thema „Spielen im Unterricht“ war ein weiteres Standbein, dem sie ein Buch und Zeitschriftenbeiträge gewidmet hat.
Dorothea Lévy-Hillerich spielte Klavier und Cello. In ihren letzten Jahren kam vermehrt ihre Künstlernatur zum Tragen. Dabei organisierte sie jährlich im „Europamonat Mai“ in Nancy entweder ein „europäisches“ Konzert (meistens mit Musikern aus Ost und West) oder eine Ausstellung oder eine Begegnung mit einem Schriftsteller.

### Studienreisen
Sie besaß Offenheit und Neugierde gegenüber Neuem und Fremdem und die Fähigkeit, in anderen Menschen Entdeckungsfreude zu wecken und sie für Kunst zu öffnen. Bis kurz vor ihrem Tod organisierte und betreute sie Studienreisen. Die mit ADECA (Association pour la Découverte de l’Espace Culturel Allemand) unternommenen Studienreisen führten  z. B. nach Litauen, Polen und die Ukraine.

## Werke
- Großhandel auf dem Europäischen Binnenmarkt: HIP HOP IN DEN BERUF, Lern- und Arbeitsbuch für Deutsch als Fremdsprache an berufsorientierten Schulen in Europa. Leonardo Projekt. Vertrag Nr.: I/97/1/29279/PI/III.1a/CONT. (1997–2001).
- Rahmencurriculum für die Fortbildung von Lehrern für Deutsch als Fremdsprache im Bereich Berufs- und Fachsprachen, Leonardo-Projekt, 1/97/1/29279/PI/III.1.a.CON. 2002[1]
- mit anderen: Kommunikation in sozialen und medizinischen Berufen (Lehrbuch mit Glossaren, Hör-CD, Lehrerhandbuch) Goethe-Institut, Fraus, Plzeň, Cornelsen, Berlin, 2003.
- mit R. Krajewska-Markiewicz (Hg.): Mit Deutsch in Europa studieren, arbeiten, leben. Lehrbuch mit eingelegter Hör-CD und Lehrerhandbuch, Fraus, Plzeň, 2004.
- mit anderen: Kommunikation im Tourismus (Lehrbuch mit Glossaren, Audio-CD, Lehrerhandbuch) Goethe-Institut, Fraus, Plzeň, Cornelsen, Berlin, 2005.
- mit anderen: Kommunikation in der Landwirtschaft (Lehrbuch mit Glossaren, Hör-CD, Lehrerhandbuch) Goethe-Institut, Fraus, Plzeň, Cornelsen, Berlin, 2005.
- mit S. Serena (Hg.): Studienbegleitender Deutschunterricht in Europa: Rückblick und Ausblick. Versuch einer Standortbestimmung. Aracne editrice, Rom, 2009
- mit A. Fearns: Kommunikation in der Wirtschaft (Lehrbuch mit Glossaren, Hör-CD, Lehrerhandbuch) Goethe-Institut, Fraus, Plzeň, Cornelsen, Berlin, 2009.
- mit S. Serena, K. Barić, E. Cickovska (Hg.): Mit DEUTSCH studieren arbeiten leben. Ein Lehrbuch für den Studienbegleitenden Deutschunterricht A2/B1 (Lehrbuch mit Hörtexten, Arbeitsmaterialien und Wortlisten auf eingelegter CD, Lernplattform Moodle, Lehrerhandbuch auf CD), Arcipelago Edizioni, Milano, 2010.
- Rahmencurricula für Deutsch als Fremdsprache im Studienbegleitenden Deutschunterricht an Universitäten und Hochschulen – Rückblick und Ausblick (1993–2013). Bozen: BUP-Bozen-Bolzano University Press, 2016.